# خانه ما (مستند مسابقه)
خانه شما، نام یکی از مستند مسابقه‌های خانوادگی است که در آن، سه خانواده در شیوه زندگی، مدیریت اقتصاد خانواده و… به مدت یک ماه، با هم رقابت می‌کنند.

## معرفی مستندمسابقه
بر اساس این مسابقه، شرکت‌کنندگان با دریافت مبلغ مشخصی به عنوان حساب مسابقه، باید بتوانند هزینه‌های خانواده خود را به صورت صرفه جویانه مدیریت کنند. سه خانواده در رقابتی حدوداً یک‌ماهه به خرج گروه سازنده مستند، زندگی می‌کنند و با چالش‌هایی پیش‌بینی نشده روبرو می‌شوند. به گزارش تسنیم، این برنامه زمینه‌ساز رقابتی سالم در کنار معرفی سبک زندگی ایرانی اسلامی و راهکارهای اقتصادی شده‌است. بر اساس این مسابقه، شرکت‌کنندگانی ابتدا از لحاظ جسمانی مورد معاینه قرار گرفته و در انتهای مسابقه، میزان تغییر در بهبود سلامتی آنان در مشخص شدن برنده، نقش بسزایی دارد. مبلغ جایزه این مسابقه، در سال‌های ابتدایی تولید ۱۰۰ برابر باقی‌مانده از حساب هر خانواده بوده‌است.
تهیه‌کننده این مستند مسابقه از یک دهه تجربه خود در ساخت مستند مسابقه خبر داد. وی قبل از این برنامه، مستند مسابقه‌هایی چون فرمانده، ضدگلوله و خونه به خونه را تولید کرده و به روی آنتن تلویزیون برده‌است.
این مستند مسابقه تا کنون ده فصل را تولید و اقدام به پخش کرده‌است؛ که به ترتیب عبارتند از:
- فصل اول: تولید شده در شهر تهران.
- فصل دوم: تولید شده در شهر اصفهان.
- فصل سوم: تولید شده در شهر تهران.
- فصل چهارم: تولید شده در شهر اهواز.
- فصل پنجم: تولید شده در شهر رشت.
- فصل ششم: تولید شده در شهر تبریز.
- فصل هفتم: تولید شده در شهر شیراز.
- فصل هشتم: تولید شده در شهر مشهد.
- فصل نهم : تولید شده ویژه ایام کرونا با شرکت ۴ خانواده برتر فصل های پنجم تا هشتم.
- فصل دهم : تولید شده در شهر قزوین
- فصل یازدهم: تولید شده در شهر قم
- فصل دوازدهم :تولید شده در شهر بوشهر
- فصل سیزدهم :تولید شده در شهر سنندج
- فصل چهاردهم:تولید شده در شهر زاهدان

## پخش
این مستند از سال ۱۳۹۲ تولید شده و در شبکه نسیم ، افق ،   شبکه دو ، شبکه مستند ، فیلیمو پخش گردیده‌است. این مستند مسابقه بار ها از شبکه های مستند ، امید ، نسیم ، افق و شبکه دو سیما بازپخش شده است.

## عوامل
| نام و نام خانوادگی    | مسئولیت                                           |
| --------------------- | ------------------------------------------------- |
| حسین افشار احمد شفیعی | تهیه‌کننده                                         |
| پیمان طالبی           | گوینده                                            |
| حسام اسلامی           | مشاور کارگردان                                    |
| حسام اسلامی           | طراح                                              |
| احسان عمادی           | کارگردان دوم                                      |
| امین کفاش‌زاده         | کارگردان اول                                      |
| محسن مرادی            | برنامه‌ریز                                         |
| فیلم‌برداران           | محمد رحیمی مسلم تهرانی علی‌اکبر عطایی محمدحسن ناحی |
| صدابرداران            | سهراب سمرقندی علیرضا سمرقندی                      |
| کارگردان پشت صحنه     | مصطفی آتش مرد                                     |